# Tim Hutten
Timothy „Tim“ Julien Hutten (* 4. Juni 1985 in Los Alamitos, Kalifornien) ist ein ehemaliger Wasserballspieler aus den Vereinigten Staaten. Er gewann 2008 die olympische Silbermedaille. 2011 siegte er mit dem Team der Vereinigten Staaten bei den Panamerikanischen Spielen.

## Sportliche Karriere
Tim Hutton studierte an der University of California, Irvine und trat bis 2007 für deren Wasserballteam an. Nach seiner Graduierung spielte er für die Newport Water Polo Foundation.
Der 1,96 Meter große Centerverteidiger gewann beim olympischen Wasserballturnier 2008 in Peking mit der Mannschaft aus den Vereinigten Staaten in ihrer Vorrundengruppe vor den Kroaten und den Serben. Im Halbfinale traf das Team wieder auf die Serben und siegte mit 10:5. Das Finale gewannen die Ungarn mit 14:10, die Mannschaft aus den Vereinigten Staaten erhielt die Silbermedaille. Hutten erzielte in sieben Spielen drei Treffer.
2009 bei der Weltmeisterschaft in Rom siegte das US-Team in seiner Vorrundengruppe und bezwang im Viertelfinale die deutsche Mannschaft mit 8:5. Nach einer 6:7-Halbfinalniederlage gegen die Spanier verlor das US-Team im Spiel um Bronze mit 6:8 gegen Kroatien. Hutten warf zwei Turniertore. 2011 belegte die US-Mannschaft den sechsten Platz bei der Weltmeisterschaft in Shanghai. Bei den Panamerikanischen Spielen 2011 besiegte das US-Team im Finale die Kanadier. 2012 bei den Olympischen Spielen in London unterlag das US-Team im Viertelfinale den Kroaten mit 2:8 und belegte letztlich den achten Platz. Hutten war in acht Spielen dabei und erzielte insgesamt drei Tore.